# Spækhugger
 Denne artikel omhandler delfinarten. Opslagsordet har også en anden betydning, se Spækhugger (sejlbåd).
Spækhuggeren (latin: Orcinus orca) er en tandhval, der tilhører delfinfamilien og er den største delfinart i verden. Den er efter areal det næstmest udbredte pattedyr på jorden (efter mennesket) og findes i alle jordens have, fra de arktiske regioner til de tropiske have. Den lever af både fisk, havskildpadder, havfugle, hajer, sæler, søkøer og endda andre tandhvaler, hvilket placerer spækhuggeren øverst i den maritime fødekæde. Spækhuggere er ligeledes kendt for at angribe bardehvaler, især gråhvaler og blåhvaler.
Spækhuggeren er et havpattedyr med et frygtindgydende ry, der går tilbage til Gaius Plinius Secundus' udgivelse af Naturalis Historia i år 77. Der har ikke været nogen rapporterede tilfælde af angreb på mennesker i naturen, bortset fra et enkelt tilfælde hvor en dreng i Alaska blev ramt, men ikke bidt, mens han svømmede. Der har dog været isolerede tilfælde, hvor spækhuggere i fangenskab har angrebet deres trænere i delfinarier og akvarier.

## Navngivning
I antikkens Rom blev dyret kaldt "orca". Herfra stammer artens senere videnskabelige navn Orcinus orca. Romerne havde muligvis lånt navnet fra det græske ord ὄρυξ der bl.a. blev brugt om en hvalart. Betegnelsen "orc" (eller dets variant "ork") er historisk blevet brugt til at beskrive store fisk, hvaler og søuhyrer. Det betragtes nu som en forældet udgave af "orca".
Det danske navn, spækhugger, er i gamle dage opstået blandt hvalfangere, som var bitre over, at flokke af de hurtige spækhuggere kunne æde (hugge) af det værdifulde spæk på de nedlagte bardehvaler, inden man kunne nå at skære det af og laste det.
På andre sprog har den mere faretruende navne. Det engelske navn "killer whale" (dræberhval) er en fri oversættelse fra spansk. På dansk anvendes betegnelsen "dræberhval" imidlertid ikke. På finsk og hollandsk kaldes den for henholdsvis miekkavalas og zwaardwalvis, hvilket betyder "sværdhval", som også er dens navn på tysk (Schwertwal), med reference til hannernes store rygfinne. For Haida-folket, de lokale indfødte i øgruppen Haida Gwaii ud for Britisk Columbia, var dyret kendt som skana eller "dræberdæmon". Japanerne kalder den shachi (鯱), hvis Kanji kombinerer tegnene for fisk (魚) og tiger (虎).

## Taksonomi og udvikling
Spækhuggeren er den eneste art i slægten Orcinus. Den er en af ca. 35 arter i delfinfamilien. Ligesom kaskelothvalens slægt Physeter, indeholder Orcinus-slægten en enkelt udbredt art uden nogen nærmere slægtninge set fra et udviklingsmæssigt synspunkt. Derfor mener palæontologer, at spækhuggeren er en oplagt kandidat til et dyr, der har udviklet sig, uden at arten er blevet forgrenet, dvs. det er direkte udvikling fra forfædre til efterkommere. Hvis dette er sandt, gør det spækhuggeren til en af de ældste delfinarter, om end det er usandsynligt, at den er lige så gammel som hele familien, som går mindst fem millioner år tilbage i tiden.

### Forskellige typer af spækhuggere
Der er beskrevet tre til fem forskellige typer af spækhuggere, der måske er tilstrækkeligt forskellige til at kunne defineres som racer, underarter eller måske selvstændige arter. Organisatioen IUCN mener, at "det er sandsynligt at Orcinus orca vil blive delt op i et antal nye arter eller underarter indenfor de kommende år".
I 1970'erne og 1980'erne førte forskning til opdeling af spækhuggerne langs Nordamerikas vestkyst i tre typer:
- Standflokke:[4] Spækhuggere i standflokke er dem man oftest støder på nær kysten i det nordøstlige Stillehav. Deres føde består primært af fisk, bl.a. laks og sild, men også blæksprutter. De lever i stærke familiegrupper, bestående af en gammel hun og hendes døtre og sønner.[5] Grupperne bevæger sig konstant, nogle gange så meget som 150 kilometer om dagen, men holder sig til de samme områder, og de samme dyr kan således ses år efter år i de samme områder ud for delstaten Washington (USA) og provinsen British Columbia (Canada). Disse bestande er blandt de bedst undersøgte fritlevende havpattedyr og forskere har på 30 år identificeret og navngivet over 300 forskellige individer.[6] Standflokkenes hunner har karakteristisk afrundede rygfinner, der afsluttes med en skarp kant, der kan bruges til at adskille dem fra vandreflokkenes.[7] Flere grupper kan samles i storflokke, der kan indeholde over 150 dyr. De kan også ses svømmende sammen med marsvin, andre delfiner og søløver, der ellers ofte er bytte for de andre spækhuggere.

- Vandreflokke:[4] Vandreflokkene består oftest af mindre grupper og lever udelukkende af havpattedyr. Gruppe- og familiestrukturen er mindre fasttømret end hos standflokkene. En huns førstfødte han vil typisk blive hos hende som voksen, men det er ikke sjældent at efterfølgende hanunger forlader flokken, når de bliver voksne. Vandreflokkene ses ofte svømmende langs kysten for at jage bytte, hvilket ofte er sæler, delfiner, marsvin og søløver. Ofte, for at undgå skader, vil de forsøge at lamme deres bytte, inden de dræber og spiser det. Det kan bl.a. involvere at kaste det op i luften, slå det med halen eller torpedere det med snuden. De kan sågar finde på at strande sig selv og lande oven på byttet. Hunnerne har en karakteristisk rygfinne, der er spidsere end den hos standflokkene.[7] Det grå eller hvide område omkring rygfinnen (sadlen) indeholder ofte sorte elementer hos vandreflokkene. Hannerne har ofte en arret rygfinne, hvilket sandsynligvis viser de skader de pådrager sig under jagten. Hele gruppen rejser og jager ofte i fuldstændig stilhed idet deres bytte (sæler, marsvin og delfiner) i modsætning til fisk kan høre spækhuggernes biosonar og kommunikationslyde på stor afstand. Deres leveområde strækker sig fra Alaska til Californien og de samme individer kan ses både i nord og syd.[8] For at dræbe store havpattedyr, som hvaler, samles grupperne i en supergruppe, der består af to til tre mindre grupper.

Standflokke og vandreflokke kan træffes i de samme områder, men de undgår hinanden. Det skønnes at de to grupper delte sig evolutionært for omkring 2 millioner år siden og genetiske data indikerer at de ikke har udvekslet gener de sidste 10.000 år.
- Offshore (åbentvandsform): En tredje form for spækhuggere blev beskrevet i 1988, men er ellers dårligt undersøgt. Som navnet antyder findes de langt fra kysten og lever primært af pelagiske stimefisk.[12] De ofte arrede og flossede rygfinner tyder dog på at de også kan tage større bytte, såsom havpattedyr og hajer. De bliver oftest set langt fra kysten, vest for Vancouver Island, nær Queen Charlotte Islands. Åbentvandsformen samles typisk i store grupper på 20–75 individer, sommetider op til 200.

Andre bestande af spækhuggere er ikke så velundersøgte, men forskning peger på at der findes tilsvarende standflokke, der lever af fisk langs Norges kyst og omkring Storbritannien og Island samtidig med at vandreflokke, der lever af havpattedyr også findes i Nordatlanten. En anden velkendt bestand af spækhuggere lever langs Sydamerikas kyster, hvor de lever af pingviner og søløver.
Tre former af spækhuggere er beskrevet fra det Sydlige Ishav.
- Type A ligner en "typisk" spækhugger: en stor form med sorte og hvide farver og en stor hvid elliptisk blis over øjet ("øjeplet"). De findes på åbent hav og lever tilsyneladende overvejende af vågehvaler.[3]

- Type B er mindre end type A. Den har ligeledes en stor elliptisk blis over øjet, men er mere grå end sort på resten af kroppen og de hvide felter er gullighvide.[16] De lever tilsyneladende overvejende af sæler.[3]

- Type C er den mindste form og findes i større grupper end andre former. Den elliptiske blis over øjet er tydeligt vinklet skråt nedad i modsætning til de andre former, hvor blissens længdeakse er mere parallel med kroppen. Farvemønstrene er i øvrigt tilsvarende Type B. Hovedfødekilden er tilsyneladende udelukkende antarktisk isfisk (Dissostichus mawsoni).[3][17]

B- og C-typerne lever tæt på pakisen og kiselalgerne i vandet kan være årsagen til gulfarvningen af spækhuggerne.
Genetiske data (udvalgt mitokondrie-DNA) støtter at de tre former er adskilte arter. Andre data (komplette mitochondrie-DNA) indikerer at de to antarktiske former, der lever af havpattedyr, sammen med vandreflokkene fra det nordlige Stillehav skal anerkendes som selvstændige arter, mens de fiskeædende former indtil videre skal betragtes som underarter.
To dværgformer (ikke at forveksle med halvspækhuggere) fra Antarktis blev beskrevet under navnene Orcinus nanus og Orcinus glacialis af russiske forskere i 1980'erne, men de fleste hvalforskere er i dag skeptiske overfor disse arters taksonomiske gyldighed og de kan ikke umiddelbart forbindes til de tre typer beskrevet ovenfor.

## Fysisk beskrivelse
Spækhuggeren har tydelige farvetegninger, med en sort ryg, hvidt bryst og hvide sider, og en hvid blis over og bag øjet. Den er robust bygget med en høj rygfinne. Bag rygfinnen findes en mørkegrå "saddel". Hanner kan blive op til 9,5 meter lange og veje over 6 tons; det er rapporteret, at et par enkelte store hanner har været nær 8 tons tunge. Hunnerne er mindre med en længde på op til 8,5 meter og en vægt på omkring 5 tons. Den længste spækhugger, der er målt, var en han fra staten Washington på 9,8 meter. Kalve fødes med en vægt på ca. 180 kg og er omkring 2,4 meter lange. Modsat de fleste andre delfiner er lufferne på en spækhugger store og runde – mere en pagaj end andre delfinarters. Hannerne har betydeligt større luffer end hunnerne. Rygfinnen på hannerne er op til dobbelt så store som hunnernes, op til 1,8 meter høje, og mere trekantet. Hunnernes er kortere og mere afrundede. Hakker, sår, ar og lignende mærker på rygfinnerne bruges af forskerne til at identificere dyrene. Ved at fotografere hver rygfinne kan man studere dem nærmere og finde ud af, hvilke dyr man har set.
Store hanner kan sandsynligvis ikke forveksles med noget andet dyr i havet. På afstand i tempererede vande kan hunner og unger måske forveksles med en halvspækhugger eller Rissosdelfin.
Størstedelen af vores viden om spækhuggernes levevis er skaffet fra langtidsstudier af populationerne ud for kysterne af Britisk Columbia og Washington og ved at iagttage tilfangetagne spækhuggere. På grund af mængden af data og de meget strukturerede flokke i denne population er informationerne detaljerede og meget præcise; populationer i andre have kan dog have andre karakteristika.

## Formering
Hunnerne bliver kønsmodne omkring 15-årsalderen. Amningsperioden varierer fra 15 til 18 måneder. Mødrene får en kalv omkring hvert femte år. Kalve kan komme på alle tider af året, men vintermånederne er de mest populære. Dødeligheden for nyfødte kalve er meget høj, hvilket bl.a. skyldes ophobningen af giftstoffer og tungmetaller i moderen, der bliver udskilt med modermælken. Især de førstefødte dør ofte, da de får over 15 års gift med mælken. De efterfølgende unger har større chancer for at overleve, eftersom moderen på det tidspunkt ikke har ophobet nær så meget gift i kroppen. Overordnet set dør ca. halvdelen af alle nyfødte inden for seks måneder. Hunnerne kan få kalve indtil ca. 40-årsalderen, så de kan i gennemsnit opfostre fem unger. Hunnerne bliver typisk op til 50 år, men kan i ekstreme tilfælde blive over 80 eller 90 år gamle. Hanner bliver kønsmodne ved 15-årsalderen, men reproducerer typisk ikke, før de bliver 21 år. Hanner lever til de bliver ca. 35 år, men har en stærkt faldende gennemsnitlig levealder. De kan dog også, i ekstreme tilfælde, blive lige så gamle som de ældste hunner.

## Leveområder
Spækhuggeren er det næstmest udbredte pattedyr i verden efter mennesket. De findes i alle have, inkl. Middelhavet og det Arabiske Hav. Køligere tempererede og polare områder er dog foretrukne leveområder. Selvom de ses på dybt vand, foretrækker de generelt kystnære områder.
Spækhuggeren er især koncentreret i det nordøstlige Stillehav, hvor Canada kurver ind i Alaska, ud for Island og ud for det nordlige Norge. De ses regelmæssigt ud for Antarktis, helt op til polarisen, og det antages at de også lever under polarisen og overlever ved at trække vejret i luftlommer, på samme måde som hvidhvalen. I Arktis ses den dog sjældent om vinteren og kommer ikke tæt på isen. Om sommeren er den dog at finde der.
Arten findes mere almindeligt i koldt vand end i tropiske eller subtropiske farvande. Der findes ikke nogle estimater for den samlede globale bestand. Lokale estimater er bl.a. 70-80.000 i Antarktis, 8.000 i det tropiske Stillehav, op til 2.000 ud for Japan, 1.500 ud for det nordøstlige Stillehav og 1.500 ud for Norge. Hvis man lægger alle grove estimater sammen, kan den totale bestand være på omkring 100.000.

## Social interaktion
De spækhuggere der lever i standflokke i det nordøstlige Stillehav har et komplekst socialt grupperingssystem. Den basale enhed består af en gammel hun (matriark) og hendes afkom. Sønnerne og døtrene af matriarken udgør en del af gruppen sammen med sønnerne og døtrene af døtrene, og således ned igennem stamtræet. Da hunner kan leve op til 90 år, er det ikke usædvanligt at have fire eller fem generationer sammen. Disse matriarkgrupper er meget stabile over mange år. Individer vil kun fravige deres gruppe i et par timer for at jage eller parre sig. Det er aldrig set, at et individ er blevet udelukket af en gruppe. Den gennemsnitlige matriarkgruppe i det nordøstlige Stillehav omfatter 5 eller 6 dyr.
Matriarkgrupperne danner løse sammenslutninger, der gennemsnitligt indeholder 18 dyr. Medlemmer af sådanne flokke har alle den samme lyddialekt. I modsætning til matriarkgrupperne bliver disse flokke splittet ad i dage og uger ad gangen for at jage, før de samles igen. Den største flok, der er observeret, var på 49 dyr.
Det næste niveau af gruppering er en klan. En klan består af flokke, der har samme dialekt. De har fælles men ældre arv på moderens side. Forskellige klaner kan være i det samme geografiske område; dyr fra forskellige klaner er ofte observeret bevæge sig sammen. Når to flokke samles for at blive en klan, mødes de først i to parallelle linjer over for hinanden, i et slags face-off, før de blander sig med hinanden.
Det sidste grupperingsniveau, der nok er lidt arbitrært defineret af mennesker, kaldes for samfundet, og er løst defineret som en samling af klaner, der regelmæssigt ses sammen med hinanden. Samfund har ikke nogen sammenhæng i deres dialekt eller familierelationer.
I det nordøstlige Stillehav er tre samfund af spækhuggere i standflokke blevet identificeret:
- Det sydlige samfund (1 klan, 3 flokke, 90 spækhuggere i år 2006)
- Det nordlige samfund (3 klaner, 16 flokke, 214 spækhuggere i år 2000)
- Det sydlige Alaskasamfund (2 klaner, 11 flokke, 211 spækhuggere i år 2000)

Det skal understreges at disse hierarkier kun er gældende for standflokke. Vandreflokke er typisk mindre, da afkommet med tiden forlader deres gruppe. Vandreflokke har dog stadigvæk en løs association igennem deres dialekt.
Dag-til-dag-aktiviteterne for spækhuggere inddeles typisk i fire aktiviteter: jagt, transport, hvile og socialisering. Spækhuggere er generelt entusiastiske i deres socialisering, med et bredt spektrum af aktiviteter der er synligt over vande.

## Føde
Spækhuggeren er øverst i sin fødekæde, og mængden af arter, som spækhuggere jager, er ekstremt omfattende. Specifikke populationer er meget specialiserede på specifikke byttedyr. F.eks. er nogle populationer ud for Norge og Grønland specialiseret i at jage sild og følger fiskens migrationsrute til den norske kyst hvert efterår. Andre populationer i området jager sæler.
Spækhuggeren er den eneste tandhval, der regelmæssigt jager andre tandhvaler. Toogtyve arter er blevet observeret som bytte, enten gennem undersøgelse af maveindhold, undersøgelse af armærker på byttedyrene, eller fra direkte observationer af jagten. Grupper af spækhuggere vil endda gå efter større hvaler som gråhvaler eller blåhvaler. En gruppe af spækhuggere angriber en ung hval ved at jage den og dens mor igennem vandet og udmatte dem. Med tiden vil spækhuggerne kunne adskille parret og omringe den unge hval og forhindre den i at nå overfladen for at trække vejret. Grupper af kaskelothvaler kan til tider beskytte sig selv imod en gruppe af spækhuggere ved at lave en beskyttende cirkel rundt om deres kalve med deres halefinner vendende ud af. Denne formation gør det muligt for dem at bruge deres kraftige halefinner til at jage spækhuggerne væk med.
Der har også været et enkelt dokumenteret tilfælde af mulig spækhuggerkannibalisme. Et studie af V. I. Shevchenko i tempererede vande i det sydlige Stillehav i 1975 omtaler to hanners maver, der indeholdt rester af andre spækhuggere. Af de tredive spækhuggere fanget og undersøgt i denne undersøgelse havde 11 tomme maver – en usædvanlig høj procentdel, hvilket indikerer at spækhuggerne blev tvunget til kannibalisme pga. mangel på føde.
Føden for spækhuggere er meget varieret blandt de enkelte populationer. Populationer der lever i standflokke jager omtrent 30 forskellige arter af fisk, især laks, sild og tun. Hajer, op til og med den store hvide haj, bliver spist for deres næringsrige lever. Andre havpattedyr, inkl. de fleste arter af sæler og søløver, bliver taget af populationer af vandreflokke. Hvalrosser og havoddere bliver sjældnere fanget. Adskillige fuglearter bliver også spist, inkl. pingviner, skarver og måger. Blæksprutter og rokker er også et yndet bytte.
Da de besidder både stor styrke såvel som intelligens, bruger spækhuggere komplekse jagtstrategier til at finde og fange deres bytte. De vil til tider kaste sæler gennem luften for at lamme og dræbe dem. Mens laks typisk jages af en enkelt eller en lille gruppe spækhuggere, bliver sild jaget af større grupper, der samler sildene i en kugle ved at lukke luft ud omkring dem og vise deres hvide underside. Spækhuggerne kan derefter slå kuglen med deres hale og dermed lamme eller dræbe 10-15 sild. Sildene kan efterfølgende spises én ad gangen. Søløver dræbes ved at spækhuggeren torpederer dem, eller ved at de bliver slået med spækhuggerens hale.
En tilfangetaget spækhugger i Friendship Cove (Niagara Falls, Canada) opdagede, at den kunne kaste halvtfordøjede sild op på overfladen, tiltrække måger, og spise dem. Andre spækhuggere lærte derefter opførslen ved at se den demonstreret. Spækhuggere i SeaWorld i Californien er også blevet "fanget" i at spise fugle.
Andre specialiserede teknikker bruges af andre populationer rundt omkring i verden. I Patagonien spiser spækhuggere søløve- og sælunger på lavt vand,ved at kaste sig op på stranden, og de går endda så vidt som til midlertidigt at strande sig selv. Spækhuggere vil også kigge over vandet for at finde sæler, der hviler på isflager, for efterfølgende at lave en bølge, der skyller sælen i vandet, hvor en anden spækhugger venter på at dræbe den.

## Lydkommunikation og biosonar
Som med andre delfiner er spækhuggere meget akustisk aktive dyr. De producerer en variation af klik- og fløjtelyde, der bruges til kommunikation og ekkolokalisering. Lydene varierer med dyrenes aktiviteter. Når de hviler, er de meget stille og kommer kun med en lille lyd engang i mellem, der er anderledes end dem, der høres, når der er mere aktiv adfærd.
Standflokke af spækhuggere i det nordøstlige Stillehav har en tendens til at være meget mere vokale end vandreflokkene. Forskerne regner med, at den primære årsag er byttedyrenes forskellige grad af høreevne. Standflokkene lever af fisk, især laks, et bytte der ikke kan høre spækhuggerlyde på nogen betydelig afstand. Vandreflokkene lever primært af havpattedyr som sæler, søløver, marsvin og delfiner – samt en havfugl i ny og næ. Da alle havpattedyr har en fremragende undervandshørelse, er disse spækhuggere nødt til at være stille det meste af tiden, for at undgå at blive opdaget. Af samme grund lader de også til at begrænse deres ekkolokalisering ved kun at bruge et enkelt klik engang i mellem (kaldet et kryptisk klik), i stedet for den strøm af klik der bruges af andre populationer.
Standflokkene har gruppespecifikke dialekter. Hver flok har sit eget vokale repertoire eller sæt af specielt stereotype undervandslyde. Alle medlemmer af flokken lader til at kende alle lydene, som flokken producerer, så det er ikke muligt at identificere et dyr alene på de lyde, det producerer; man kan kun identificere dialekten. En given lyd bruges måske kun af én gruppe, men kan også bruges af flere grupper. Antallet af delte lyde lader i højere grad til at være relateret til, hvor nært beslægtet grupperne er, end hvor langt væk fra hinanden de to grupper normalt befinder sig. Lydene er tillærte.
Et af formålene med dialekterne kan være at undgå indavl. Et par vil relativt nemt kunne identificere, hvor nært de er beslægtet efter hvilke lyde der produceres, og en mage, der har et helt separat sæt af lyde, vil derfor være mere attraktiv.
Mængden af lyde, som grupperne besidder, varierer betydeligt, men består sjældent af mere end et par dusin. De forskellige lyde bruges konstant og indikerer ikke umiddelbart nogen speciel handling såsom "jagt" eller "leg".

## Spækhuggere i historien
Selv om den først videnskabeligt blev beskrevet som en art i 1758, har spækhuggeren været kendt af mennesket siden præhistoriske tider. Nazca-ørkenkulturen har lavet en Nazca-linje, der formentligt repræsenterer en spækhugger et sted mellem år 200 før vor tid og år 600.[kilde mangler]
Indianerstammer på den nordamerikanske vestkyst, såsom Tlingit, Haida og Tsimshian, brugte spækhuggeren i betydeligt omfang i deres religion og kunst.
Den første beskrivelse af en spækhugger er givet i Gaius Plinius Secundus' udgivelse af Naturalis Historia i år 77. Auraen af usårlighed om den altædende spækhugger var veletableret på det tidspunkt. Efter at have observeret slagtningen af en strandet hval i en havn nær Rom skriver Plinius: "Spækhuggere (dets udseende kan intet billede udtrykke, ud over en enorm masse af vildt kød med tænder) er fjenden af andre hvaler... de stormer frem og gennemborer dem som krigsskibe, der vædrer."
Sandsynligvis inspireret af Plinius' beskrivelse er dyret dukket op igennem historien i vestens litteratur.

## Spækhuggere og det moderne menneske

### Jagt
Spækhuggere blev målet for kommerciel hvaljagt i midten af det 20. århundrede, efter at de fleste andre store hvaler var blevet jagtet, til de var udryddelsen nær. Den kommercielle jagt blev stoppet i 1985 med introduktionen af det globale moratorium på al hvalfangst. Selv om spækhuggeren fra et taksonomisk synspunkt er en delfin, er den stor nok til at komme under den Den internationale hvalfangstkommissions (IWC) autoritet.
Den nation med største spækhuggerjagt var Norge, der dræbte et gennemsnit på 56 dyr pr. år fra 1938 til 1981. Japan tog gennemsnitligt 43 dyr fra 1946 til 1981. Tal fra krigsårene er ikke tilgængelige, men de var sandsynligvis mindre. Sovjetunionen tog et par dyr hvert år i Antarktis, med 1980-sæsonen, hvor de dræbte 916 spækhuggere, som den ekstraordinære undtagelse.
I dag er der ingen lande, der har en substantiel jagt på dyrene. Japan tager som regel et par stykker hvert år som led i landets kontroversielle forskning på hvaler. En tilsvarende lille mængde af hvalfangst udføres af Indonesien og Grønland. Ud over at blive jaget for deres kød er de også blevet dræbt på grund af konkurrence med fiskere om byttet. I 1950'erne blev det amerikanske luftvåben indsat efter anmodning fra Islands regering. Der blev brugt bombefly og soldater med rifler til at dræbe spækhuggere i islandske farvande, fordi de blev anset for at være konkurrenter til fiskerne. Operationen blev betragtet som en stor succes af fiskerne og den islandske regering. Mange var dog ikke overbevist om, at manglen på fisk skyldtes spækhuggere, men i stedet overfiskeri fra menneskenes side. Denne debat har ledt til en serie af studier i de nordatlantiske fiskebestande, uden at nogen af parterne i hvaldebatten har ændret holdninger siden.
Spækhuggere bliver til tider også dræbt som følge af deres frygtindgydende ry. Ingen mennesker vides dræbt af spækhuggere i naturen, men sejlere i Alaska skyder engang i mellem et dyr på grund af frygt for deres liv. Denne frygt er dog blevet dæmpet i de senere år, efter der er kommet bedre oplysning omkring dyrene, inklusive tilstedeværelsen af spækhuggere i akvarier og andre vandforlystelser.

### Samarbejde med mennesker
En gruppe af spækhuggere er kendt for i en længere årrække i anden halvdel af 1800-tallet og begyndelsen af 1900-tallet at have samarbejdet med en hvalfangerfamilie nær byen Eden i New South Wales i det sydøstlige Australien i fangsten af bardehvaler. Spækhuggerne fandt hvalerne, gennede dem ind i den lokale bugt, hvorefter hvalfangerne blev alarmeret med klask med halen eller spring ud af vandet, bl.a. af en han kaldet "Old Tom". Til gengæld lod hvalfangerne spækhuggerne få bardehvalernes tunger og læber.

### Fangenskab
Spækhuggerens intelligens, evne til at blive trænet, markante udseende og størrelse har gjort den populær i akvarier og andre vandrelaterede forlystelsesparker. Den første spækhugger blev fanget og fremvist i Vancouver i 1964. Gennem de følgende 15 år blev mellem 60 og 70 spækhuggere taget fra Stillehavet udelukkende til dette formål – ofte med ødelæggende følger for de flokke, som de blev taget fra. I slutningen af 70'erne og den første halvdel af 80'erne blev de primært taget fra farvandene omkring Island. Siden dengang er spækhuggere blevet avlet i fangenskab, og vilde dyr er blevet sjældnere. Spækhuggere i fangenskab kan udvikle fysiske skavanker så som kollapsede rygfinner, der ses hos 60-90% af tilfangetagne hanner. Flere teorier er blevet fremsat omkring hvorfor rygfinnen kollapser. Man mener især at det skyldes, at den brusk der holder rygfinnen oppe ikke er stærk nok til at støtte finnen, når hvalen bliver sat i fangenskab. Styrkningen af brusken sker i den sene ungdom, hvor spækhuggeren bruger meget af tiden på dybt vand, og det menes at vandtrykket, som rygfinnen udsættes for, hjælper med at holde den lige. I fangenskab er der ikke noget tilsvarende vandtryk, og rygfinnen kollapser før brusken kan styrkes. En anden teori går ud på, at tankene typisk er så små, at hvalerne bruger hele deres tid på at svømme i cirkler, og vandtrykket er derfor langsomt med til at skubbe rygfinnen til den ene side.
Spækhuggere i fangenskab har i enkelte tilfælde angrebet mennesker. I 1991 dræbte en gruppe af tre spækhuggere en kvindelig medarbejder i et akvarium nær byen Victoria, British Columbia i Canada. Hun fodrede spækhuggerne under et show, man da hendes fod gled, og hun faldt i vandet, tog spækhuggerne fat i hende. I 1999 i SeaWorld, Florida, omkom en turist, der havde sneget sig ned i bassinet efter lukketid. En efterfølgende obduktion skulle ifølge SeaWorld have vist, at turisten døde af hypotermi (afkøling af kroppen i vandet), og at turisten ikke var kommet yderligere til skade. I dokumentarfilmen Blackfish fra 2013 fortælles det dog, at den medicinske rapport viste, at det var gået voldsommere til. F.eks. havde spækhuggeren flået tøjet af turisten, bidt hans genitialer af samt efterladt mange bidmærker på kroppen. Om dette skete før eller efter døden indtraf, vides sandsynligvis ikke, selvom SeaWorld havde kameraer og trænere til at overvåge bassinet døgnet rundt. Spækhuggeren Tilikum som er fulgt i dokumentaren Blackfish har dræbt tre mennesker i sin tid i fangeskab .
I slutningen af juli 2004, under et show i SeaWorld Park i Texas, skubbede en spækhugger sin træner under vandet og forhindrede adgang til overfladen. Træneren kunne først reddes fra dyret efter adskillige minutter.
Spækhuggere i fangenskab har en markant kortere gennemsnitlig levealder, hvor de gennemsnitligt kun lever indtil de er i 20'erne. Deres miljø i fangenskab er meget forskellig fra deres naturlige miljø, og de sociale grupper, de tvinges ind i, er også helt anderledes. Kritikere påpeger, at livet i fangenskab er stressfyldt pga. de små bassiner, tvungne sociale grupperinger og kemisk ændret vand.

#### Vandparker med spækhuggere
- SeaWorld San Diego, Californien: 7 Spækhuggere – (Corky II, Kasatka, Ulises, Orkid, Sumar, Nakai, Kalia)
- SeaWorld Orlando, Florida: 10 Spækhuggere – (Katina, Tilikum, Kalina, Taima, Takara, Taku, Ikaika, Trua, Katina's 2006 Calf, Shamu)
- SeaWorld San Antonio, Texas: 6 Spækhuggere – (Kayla, Kyuquot, Keet, Unna, Tuar, Halyn)
- Miami Seaquarium, Florida: 1 Spækhugger – Lolita (også kendt som Tokitae)
- Six Flags Marine World, Vallejo, Californien: 1 Spækhugger – Shouka
- Marineland, Ontario Ontario, Canada: 3 Spækhuggere – (Kiska, Nootka V, Athena)
- Marineland Antibes, France: 5 Spækhuggere – (Freya, Sharkane, Valentin, Inouk, Wiki)
- Loro Parque Tenerife, Kanarie Øerne: 4 Spækhuggere – (Keto, Tekoa, Kohana, Skyla)
- Mundo Marino, Argentina: 1 Spækhugger – Kshamenk
- Kamogawa Sea World, Japan: 7 Spækhuggere – (Bingo, Oscar, Stella, Lovey, Lara, Ran II)(rytter)
- Taiji Whaling Museum, Japan: 1 Spækhugger – Nami
- Port of Nagoya public Aquarium, Japan: 1 Spækhugger – Ku
- Izumito Sea-Paradise, Japan: 1 Spækhugger – Asuka

### Populærkultur
Så sent som i 1970'erne blev spækhuggere præsenteret negativt i fiktion som blodtørstige rovdyr, hvis opførsel fik helten til at gribe ind for at lade byttedyret slippe væk.
Den stigende forskning i dyret og dens popularitet i akvarier har på dramatisk vis ændret dyrets billede i offentlighedens bevidsthed til et respekteret rovdyr, der er en ringe trussel for mennesket, på samme måde som det er sket for ulven.
Filmen Befri Willy (1993) fokuserede på at befri en tilfangetaget spækhugger. Filmens spækhugger Keiko blev oprindeligt fanget ud for Island. Efter rehabilitering blev han senere returneret til farvandene ud for Norge, men han fortsatte med at være afhængig af mennesker, indtil han døde af lungebetændelse i december 2003.

### Miljøtrusler
Exxon Valdez-oliekatastrofen havde en negativ påvirkning på spækhuggerne i Prince William-sundet og Kenai-fjordene ved Alaska. En lokal standflok blev fanget i oliepølen; selv om flokken alligevel klarede at svømme ud til åbent vand, forsvandt omkring halvdelen af flokken i det efterfølgende år. Oliespildet påvirkede også mængden af byttedyr i området og har på den måde reduceret levevilkårene for andre flokke i området. I 2004 dokumenterede forskere, at en konkret navngivet vandreflok nu var nede på 7 individer og ikke havde reproduceret sig siden ulykken. Denne flok forventes at forsvinde helt.
Som alle andre dyr i de øverste led af fødekæden er spækhuggeren følsom over for forgiftning via ophobning af PCB'er i kroppen. En undersøgelse af dyrene ud for Washingtons kyst viser, at PCB-niveauerne i spækhuggere var højere end det niveau, som spættede sæler i Europa indeholdt og som gjorde sælerne syge af kemikaliet. Undersøgelser af spækhuggere i Tysfjorden, Norge, viser højere niveauer af PCB'er, pesticider og bromerede flammehæmmere end hos isbjørne. De potentielle effekter er reduceret forplantningsevne og dårligere immunforsvar.
Andre trusler kommer fra en stor industri af hvalsafarier, hvor forskning indikerer, at de påvirker dyrenes opførsel. Samtidigt kan larmen fra skibstrafik og brug af sonar forstyrre den akustiske kommunikation og ekkolokationen hos spækhuggerne.

## Anvendt litteratur
- Heimlich, Sara; Boran, James (2001). Killer Whales. Stillwater, MN: Voyageur Press. ISBN 0-89658-545-X.
- Carwardine, Mark (2001). Killer Whales. London: BBC Worldwide Ltd. ISBN 0-7894-8266-5.
- Ford, John K. B.; Ellis, Graeme M.; Balcomb, Kenneth C. (2000). Killer Whales, Second Edition. Vancouver, BC: UBC Press. ISBN 0-7748-0800-4.
- NMFS (2005). "Conservation Plan for Southern Resident Killer Whales (Orcinus orca)" (PDF). Seattle, U.S.A.: National Marine Fisheries Service (NMFS) Northwest Regional Office. Arkiveret fra originalen (PDF) 26. juni 2008. Hentet 2. januar 2009.

## Eksterne links
- Orca-Live
- Fotodatabase over tilfangetagne spækhuggere
- Database over vilde spækhuggere
- Spækhuggere angriber gråhval Arkiveret 10. december 2006 hos  Wayback Machine
- Spækhuggerforskning fra New Zealand, Papua Ny Guinea og Antarktis
- FEROP – Russian Far East Orca Project (Engelsk side)